# Rugby a 15 nel 1981
Nel 1981 si sono svolti diversi eventi e tornei internazionali di rugby a 15, oltre allo svolgimento dei campionati nazionali.

## Eventi principali
- La Francia domina la scena del Sei Nazioni con il Grande Slam.
- La Romania torna al successo nella Coppa FIRA. Si comincia a parlare di un allargamento del "Cinque nazioni" alla squadra rumena che è l'unica a superare la Francia, almeno in Europa.
- Per la prima ed ultima volta nella storia, l'assenza dell'Argentina porta al successo l'Uruguay nel Campionato sudamericano
- Si svolge il controverso per motivi politici tour del Sudafrica in Nuova Zelanda.
- La nazionale italiana, lasciata a fine contratto da Pierre Villepreux, viene affidata alla coppia di tecnici italiani Marco Pulli e Paolo Paladini.

## Attività internazionale

### Altri Test
| Brno 20 gennaio 1981 | Cecoslovacchia | 34 – 12 | Germania Ovest XV |  |

| 21 febbraio 1981 | Marocco | 6 – 0 | Francia XV |  |

| Praga 10 maggio 1981 | Cecoslovacchia | 9 – 0 | Romania B |  |

| Ginevra 25 maggio 1981 | Svizzera | 9 – 9 | Israele |  |

| Casablanca 1º ottobre 1981 | Marocco | 13 – 32 | Tunisia |  |

| Copenaghen 15 novembre 1981 | Danimarca | 6 – 35 | Svezia |  |

| Huy 18 novembre 1981 | Belgio | 3 – 50 | Francia Militare |  |

| Sofia 1981 | Bulgaria | 16 – 0 | Germania Est |  |

| Kuala Lumpur 1981 | Malaysia | 6 – 13 | Thailandia |  |

| Nairobi 1981 | Kenya | 24 – 34 | Zimbabwe |  |

## La Nazionale Italiana
- Nel frattempo scoppia il "caso Francescato": Rino Francescato, annunciata l'intenzione di lasciare Treviso per giocare a Brescia, viene accusato di professionismo. Lui e i suoi due fratelli (Nello e Bruno) decidono di lasciare il rugby. Alla Nazionale manca anche il capitano Ambrogio Bona che, dopo 50 partite in Nazionale, viene sospeso dopo la partita con la Romania per essersi lasciato andare ad alcune intemperanze.

## I Barbarians
Nel 1981, i Barbarians hanno disputato i seguenti incontri:
| Northampton 25 marzo 1981 | East Midlands | 15 – 20 | Barbarians |  |

| Penarth 17 aprile 1981 | Penarth RFC | 11 – 36 | Barbarians |  |

| Cardiff 18 aprile 1981 | Cardiff RFC | 45 – 19 | Barbarians | Arms Park |

| Swansea 20 aprile 1981 | Swansea RFC | 27 – 9 | Barbarians | Saint Helen's |

| Newport 21 aprile 1981 | Newport RFC | 21 – 16 | Barbarians | Rodney Parade |

## Campionati nazionali
- Africa:

| Sudafrica | Currie Cup | Western Province |

- Americhe :

| Argentina   | "Argentino de Mayores" | Buenos Aires       |
|             | Camp. di Buenos Aires  | CASI               |
| Brasile     | Campionato             | Medicina USP (SP)  |
| Canada      | Campionato Provinciale | British Columbia   |
| Stati Uniti | Campionato             | Old Blues Berkeley |

- Europa:

| Irlanda          | Interprovinciale        | Leinster Rugby     |
| Galles           | Campionato              | Bridgend Ravens    |
| Galles           | WRU Challenge Cup       | Cardiff RFC        |
| Inghilterra      | Coppa                   | Leicester Tigers   |
|                  | Campionato delle Contee | Lancashire         |
| Francia          | Camopionato             | Beziers            |
|                  | Challenge du Manoir     | Lourdes            |
| Italia           | Campionato              | L'Aquila           |
|                  | Coppa                   | L'Aquila           |
| Scozia           | Campionato              | Gala               |
| Spagna           | Copa del Rey            | CD Arquitectura    |
|                  | Campionato              | Arcquiteura Madrid |
| Unione Sovietica | Campionato              | VVA                |
|                  | Coppa                   | Slava              |
| Romania          | Campionato              | Steaua Bucarest    |
| Portogallo       | Coppa                   | Direito Cascais    |

- Oceania:

| Nuovo Galles del Sud | Shute Shield                     | Randwick   |
| Queensland           | Premier Rugby                    | Brothers   |
| Nuova Zelanda        | National Provincial Championship | Wellington |